# Geopsammodius fuscus
Geopsammodius fuscus är en skalbaggsart som beskrevs av Paul E.Skelley 2006. Geopsammodius fuscus ingår i släktet Geopsammodius och familjen Aphodiidae. Inga underarter finns listade i Catalogue of Life.